# Caratabia
Caratabia o grotte di Caratabia sono degli ambienti scavati nella roccia siti presso il monte Caratabia a pochi chilometri da Mineo, nel Calatino.

## Il sito

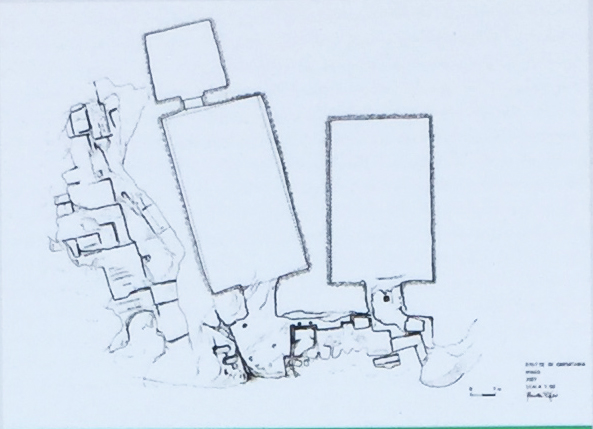
Pianta degli ambienti

Gli ambienti rupestri si trovano sul fianco meridionale del monte. Gli ambienti sono due (di cui il primo doppio) con tetto piano e a pianta rettangolare, con una prima camera maggiore e una seconda minore nel primo, mentre un ambiente unico nel secondo. Gli ambienti sono databili in epoca protostorica con possibili riadattamenti in epoca arcaica. Ciò che rende unico questo sito è la presenza al suo interno di una serie di decorazioni a graffito appartenenti alla cultura indigena dell'isola, ossia alla popolazione di Siculi. Le decorazioni comprendono scene di caccia al cinghiale a al cervo con rappresentazioni di cavalli e cavalieri, cervi e altri animali stilizzati.
Nella stanza occidentale sono riconoscibili 21 cavalli tutti rivolti verso destra. La loro rappresentazione è particolarmente curata, con la presenza persino della criniera. La posizione delle zampe evidenzia il senso del movimento. Inoltre sia i cavalli che i cavalieri hanno la testa coperta da un elmo, ciò fa prefigurare la possibilità ch si tratti di una cerimonia di tipo militare.
Nella stanza orientale i cervi sono raffigurati con grande dettaglio. Anch'essi sono posti in fila e con la testa girata, come se prestassero attenzione a qualcosa che attira la loro attenzione.
Si è ipotizzato l'utilizzo come tombe per entrambi gli ambienti, di cui il cavallo rappresenta non solo un mezzo di trasporto ma anche un segno di ricchezza e potere. Ciò potrebbe alludere al fatto che le tombe appartenessero a membri dell'elite sicula. Esse sono databili al VI sec a.C.

## Criticità
Il sito è attualmente non custodito, l'ingresso è divelto e sono presenti delle incisioni che hanno vandalizzato alcune pareti.

## Galleria d'immagini

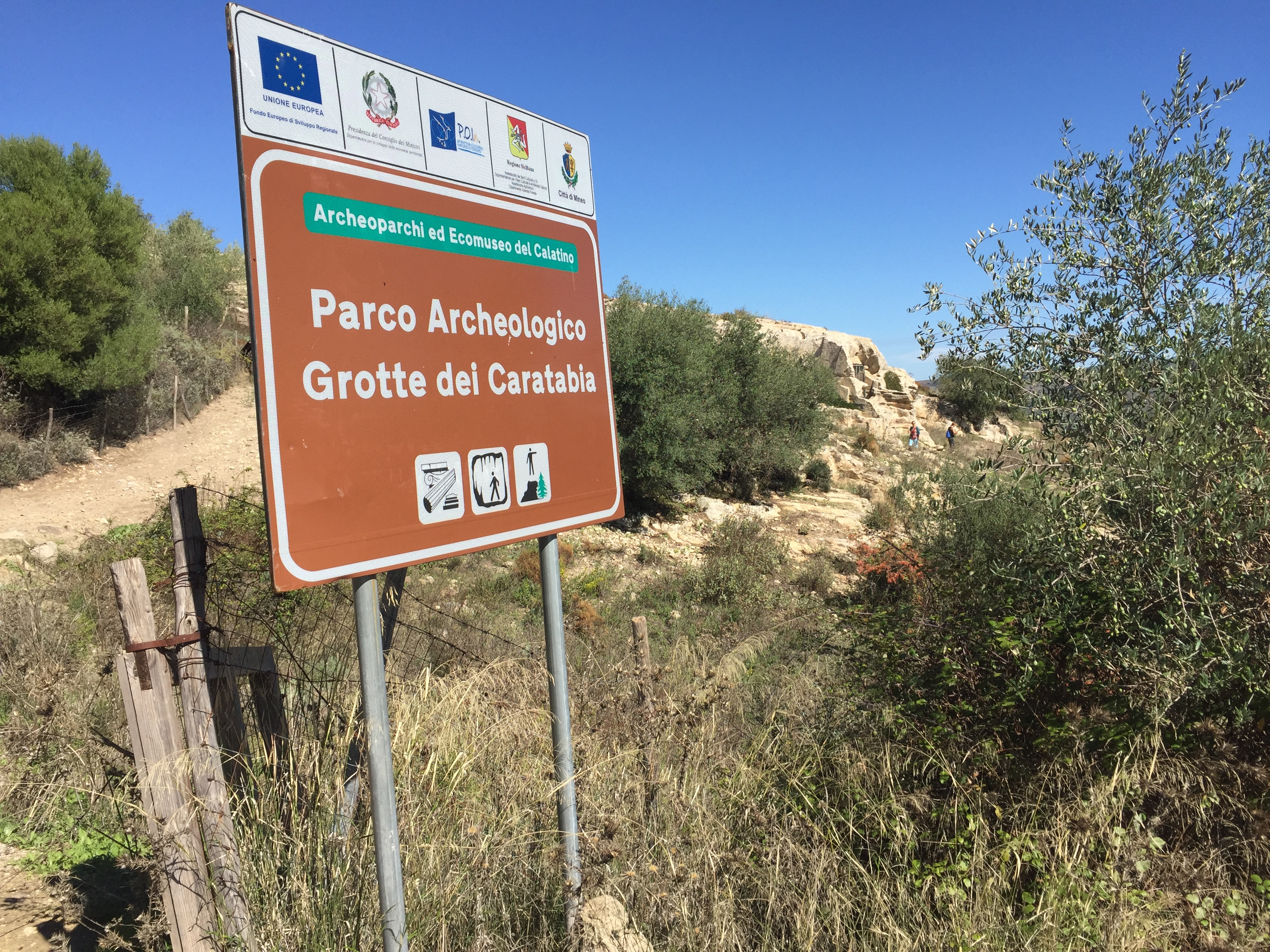
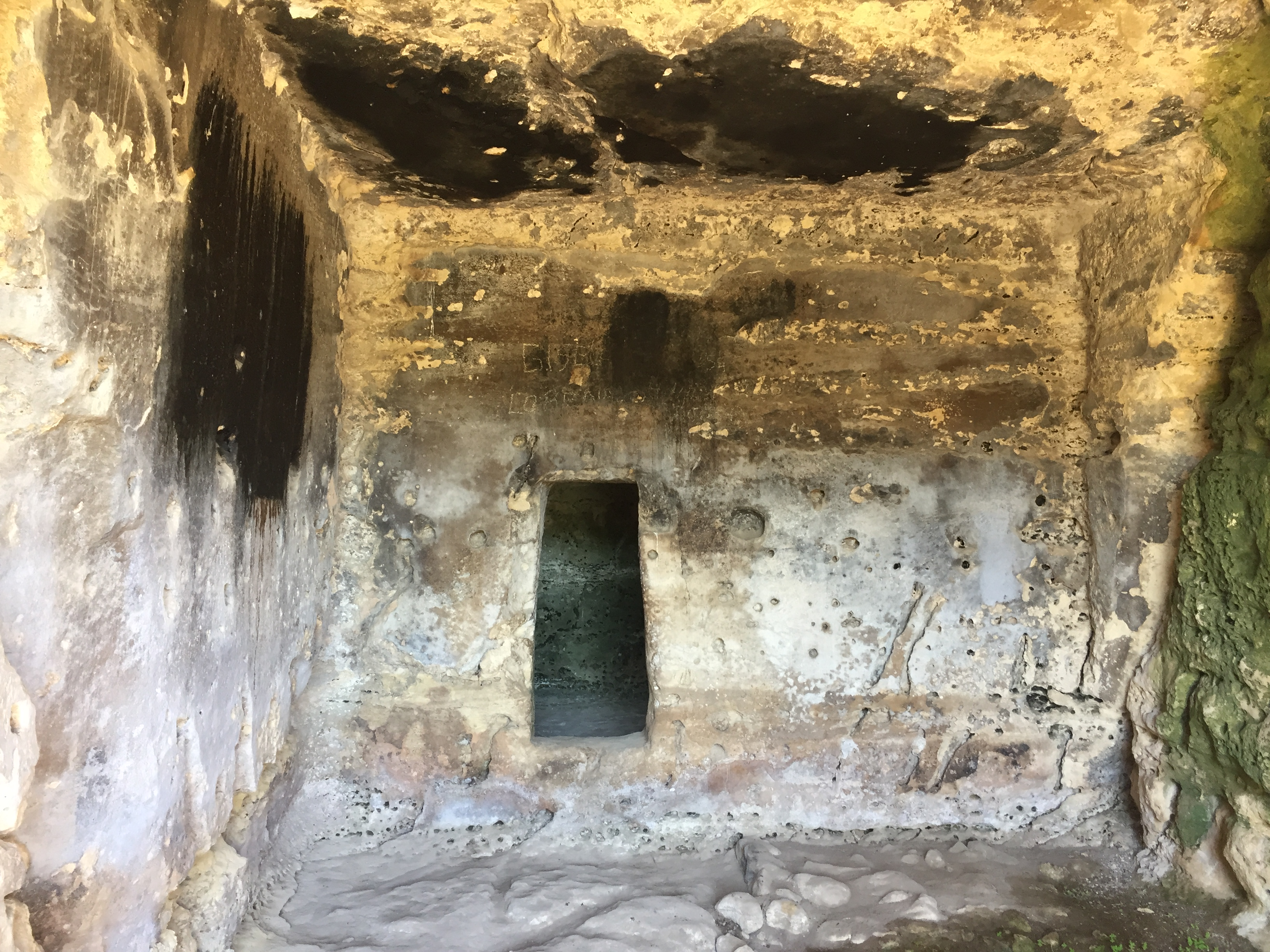
L'ambiente
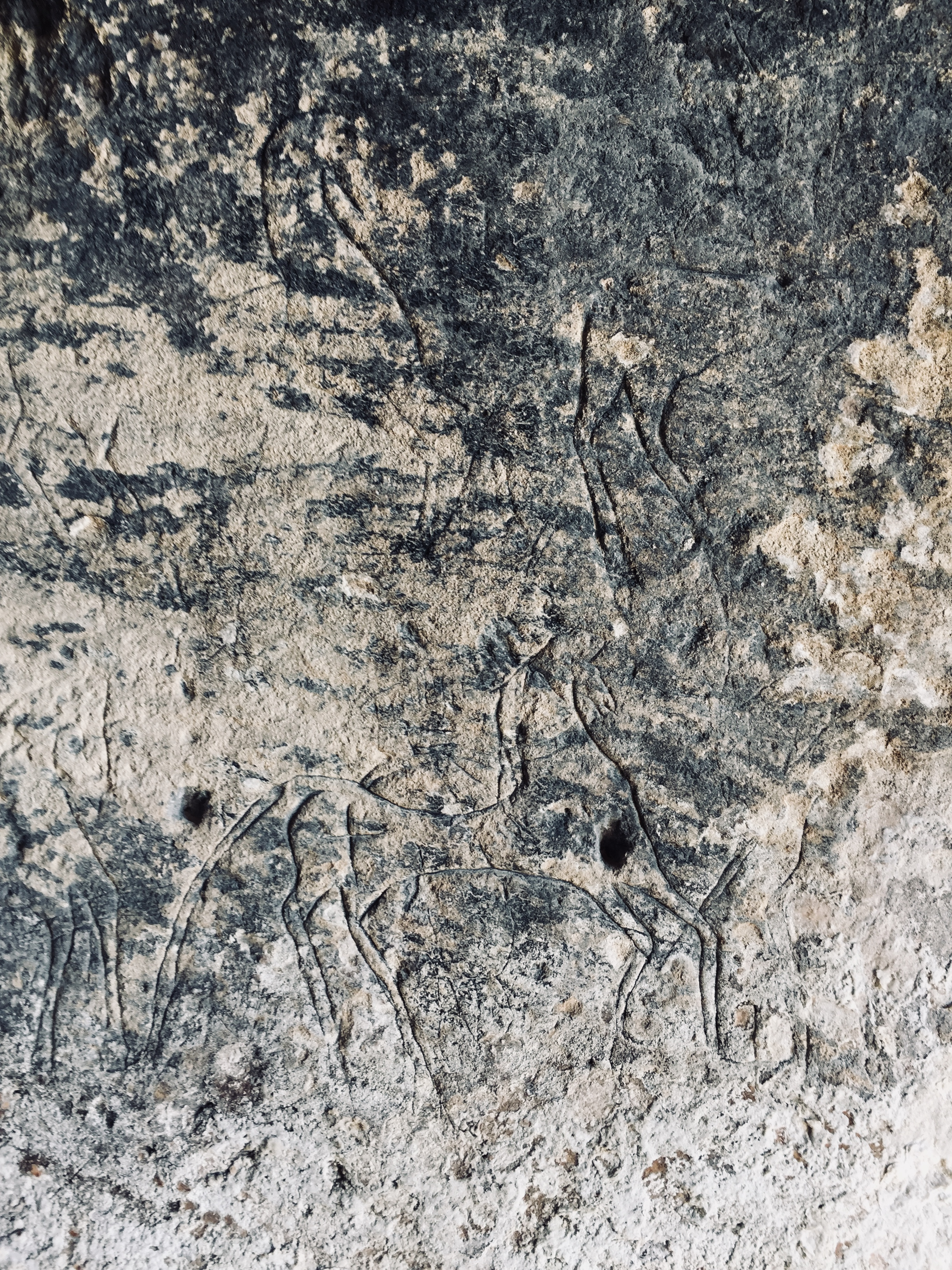
cavalli
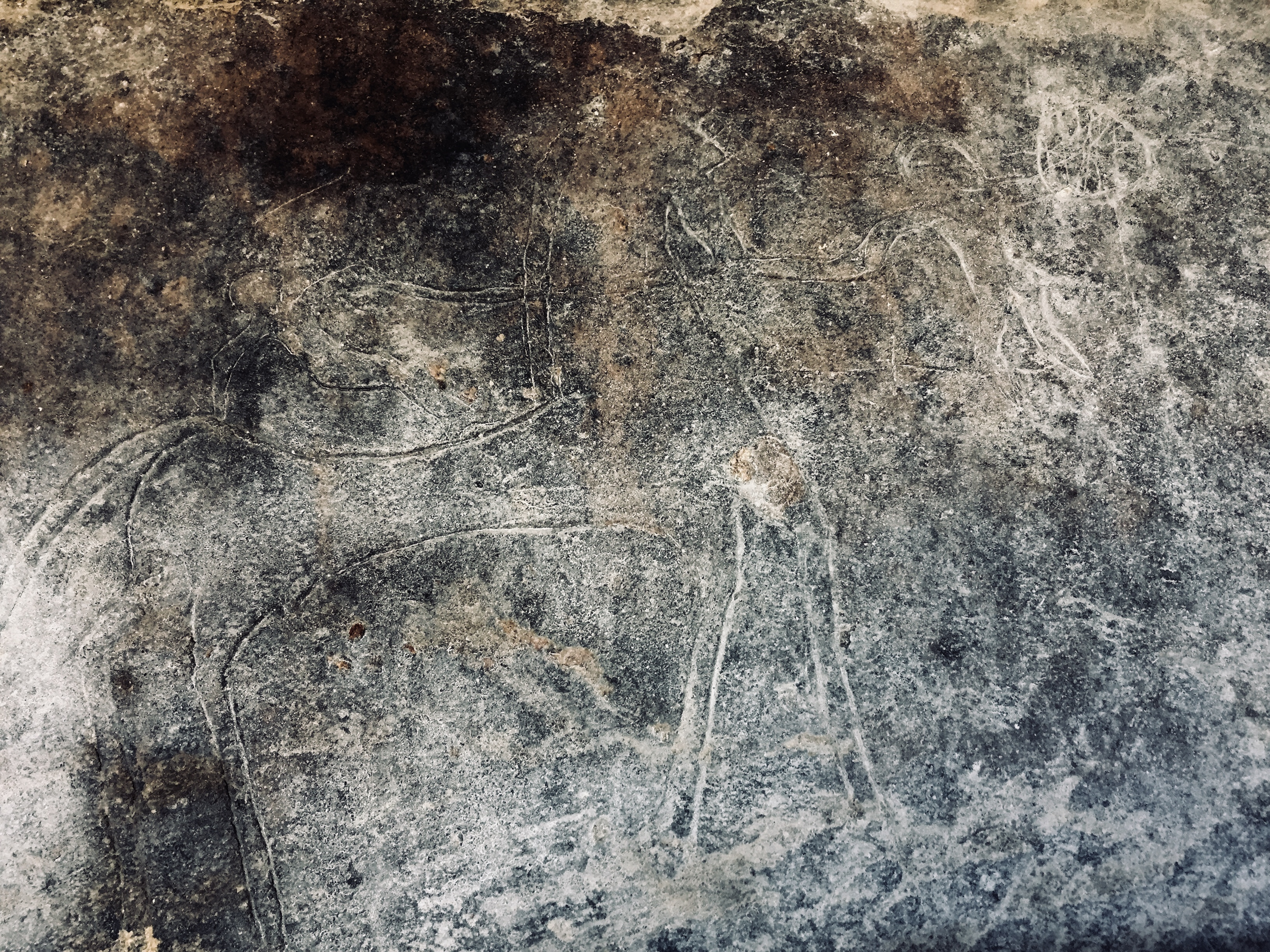
Cavalli uomini
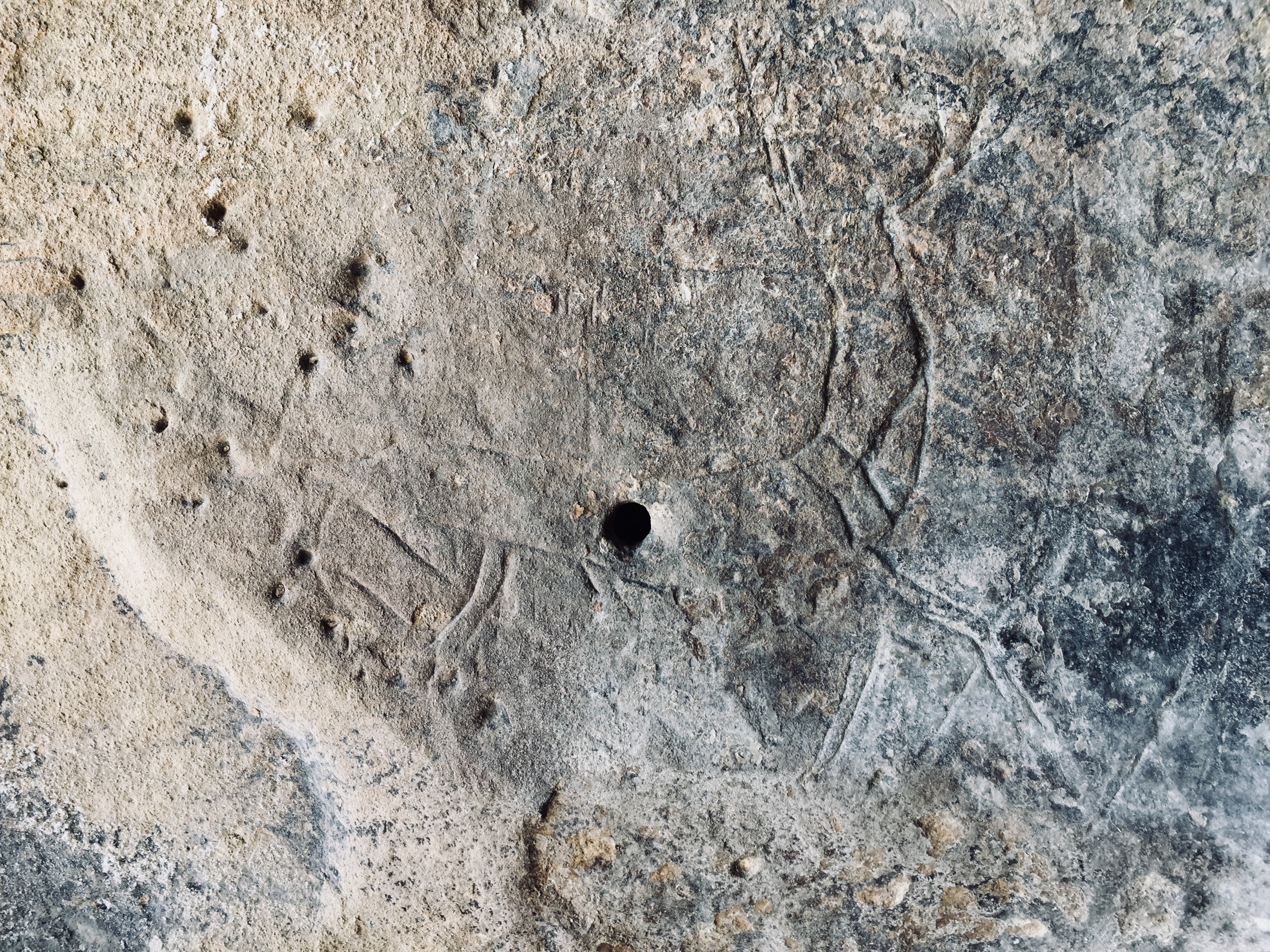
Cervo
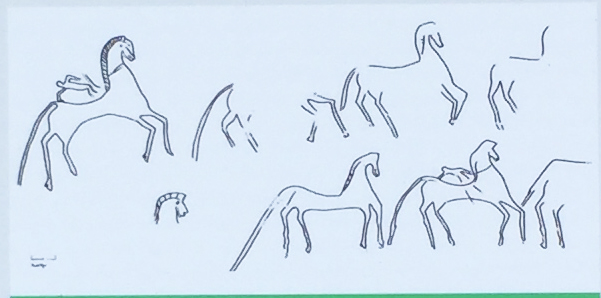
Rilievo dei graffiti